# Флаэрти, Роберт
Роберт Джозеф Флаэрти (англ. Robert Joseph Flaherty, 16 февраля 1884, Айрон Маунтин, Мичиган — 23 июля 1951, Думмерстон, Вермонт) — американский кинорежиссёр, наряду с Дзигой Вертовым — один из основоположников и классиков мирового документального кино.

## Биография и творчество
Из семьи ирландских эмигрантов в США. Родился близ границы с Канадой. Учился в Мичиганском горном училище. С 1910 года работал геологом и картографом в окрестностях Гудзонова залива. В 1913 году в одну из экспедиций взял с собой кинокамеру с намерением снять фильм о жизни эскимосов. В 1916 году во время монтажа в Торонто негатив фильма сгорел от непотушенной сигареты. Флаэрти сохранил рабочую копию и показал её друзьям, но никто из них не проявил интереса к материалу. Позднее рабочая копия была утрачена. В 1920 году Флаэрти вернулся к идее фильма о жизни эскимосов. «Нанук с Севера» (1922) принес ему всемирную известность. В 1923—27 годах ходил по Южным морям вместе с известным позднее режиссёром, сценаристом и писателем Джоном Фэрроу, фактически, заставив того проникнуться любовью к кинематографу.
Другие важные фильмы: «Моана южных морей» (1926), «Человек из Арана» (1934) и «Луизианская история» (1948).

## Избранная фильмография

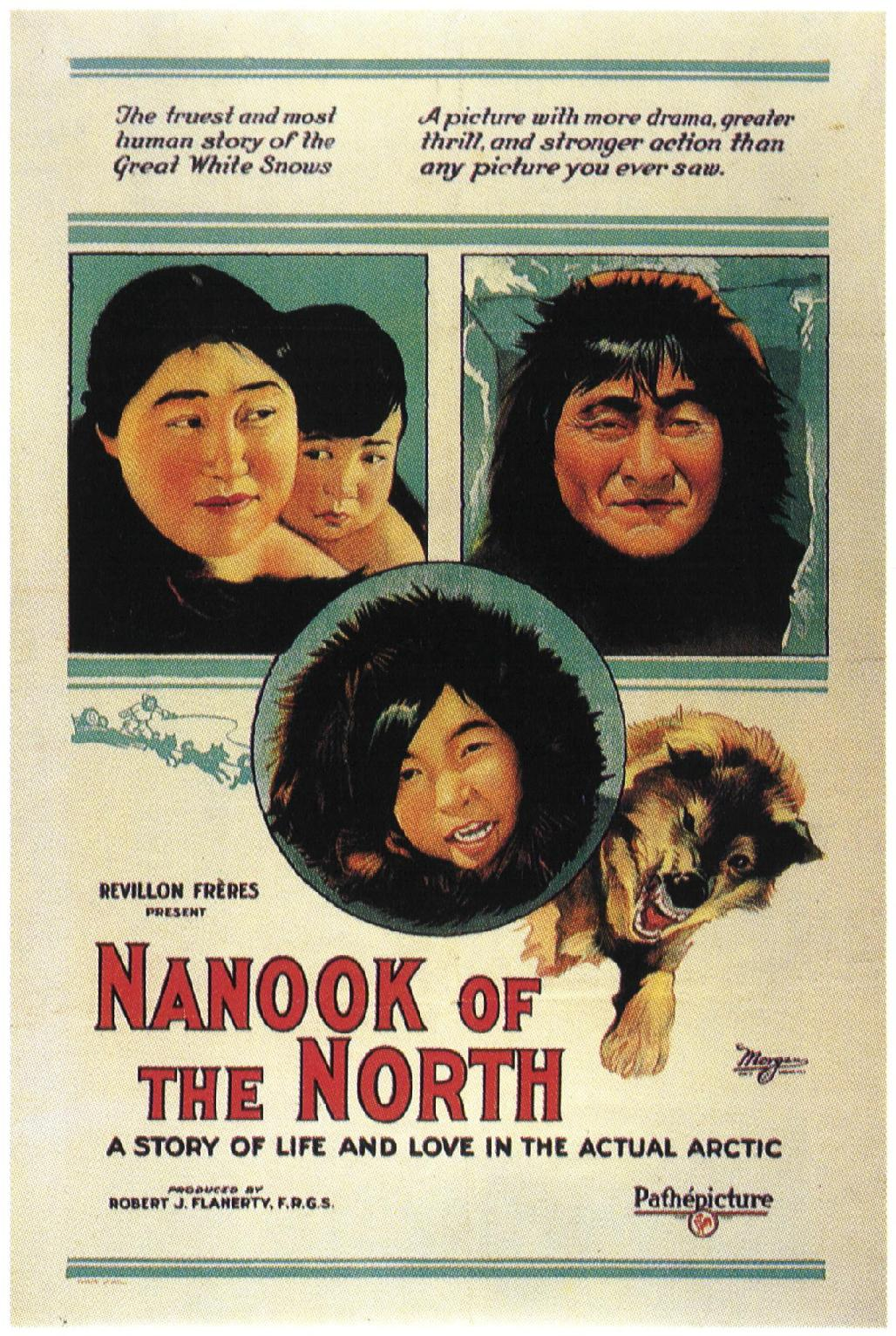
Афиша фильма «Нанук с Севера», 1922

| Год  |     | Русское название          | Оригинальное название           | Роль                                                                            |
| ---- | --- | ------------------------- | ------------------------------- | ------------------------------------------------------------------------------- |
| 1922 | док | Нанук с Севера            | Nanook of the North             | режиссёр                                                                        |
| 1925 | кор | История горшочника        | The Potterymaker                | режиссёр                                                                        |
| 1926 | док | Моана южных морей         | Moana                           | режиссёр, сценарист, оператор                                                   |
| 1927 | кор | 24-долларовый остров      | The Twenty Four Dollar Island   | режиссёр                                                                        |
| 1928 | ф   | Белые тени южных морей    | White Shadows of the South Seas | режиссёр (совместно с У. Ван Дайком)                                            |
| 1931 | ф   | Табу                      | Tabu                            | сценарист, продюсер                                                             |
| 1932 | кор | Индустриальная Британия   | Industrial Britain              | режиссёр                                                                        |
| 1934 | док | Человек с островов Аран   | Man of Aran                     | режиссёр, сценарист (Кубок Муссолини за лучший иностранный фильм МКФ в Венеции) |
| 1937 | ф   | Маленький погонщик слонов | Elephant Boy                    | режиссёр (совместно с З. Кордой)                                                |
| 1941 | док | Земля                     | The Land                        | режиссёр, сценарист                                                             |
| 1948 | ф   | Луизианская история       | Louisiana Story                 | режиссёр, сценарист (премия МКФ в Венеции)                                      |

## Признание
Британская академия кино и телевидения (BAFTA) вручает премию Роберта Флаэрти. С 1995 года в Перми проводится фестиваль документального кино Флаэртиана, в 2006 году он стал ежегодным и международным.